# Veracruz (Pastaza)
Veracruz ist eine Ortschaft und eine Parroquia rural („ländliches Kirchspiel“) im Kanton Pastaza der ecuadorianischen Provinz Pastaza. Die Parroquia besitzt eine Fläche von 181,3 km². Die Einwohnerzahl lag im Jahr 2010 bei 1758. Für das Jahr 2020 wurde eine Einwohnerzahl von 5512 berechnet. Davon lebten etwa 1013 Einwohner im Hauptort. In dem Gebiet leben Angehörige der indigenen Volksgruppe der Kichwa de la Sierra.

## Lage
Die Parroquia Veracruz liegt in der vorandinen Zone am Rande des Amazonasbeckens. Das Gebiet liegt in Höhen zwischen 600 m und 1000 m. Der Río Sandalia und der Río Puyo fließen entlang der nordwestlichen und südwestlichen Verwaltungsgrenze nach Süden. Der Río Bobonaza entwässert den Norden und den Osten der Parroquia nach Südosten. Der etwa 960 m hoch gelegene Hauptort befindet sich 7 km ostsüdöstlich vom Stadtzentrum der Provinzhauptstadt Puyo. Die Fernstraße E45 von Puyo nach Macas durchquert den Südwesten der Parroquia in südlicher Richtung und passiert dabei den Hauptort Veracruz.
Die Parroquia Veracruz grenzt im Nordosten an die Parroquia Puyo, im Norden an die Parroquia Diez de Agosto, im Osten an die Parroquia El Triunfo, im Südosten an die Parroquia Canelos, im Süden an die Parroquias Simón Bolívar und Pomona sowie im Südwesten und im Westen an die Parroquia Tarqui.

## Orte und Siedlungen
Der Hauptort (cabecera parroquial) Veracruz ist in die Barrios Central, Cumanda, 27 de Junio und Las Lomas gegliedert. Daneben gibt es in der Parroquia folgende Comunidades:
- 22 de Abril
- Bobonaza
- El Calvario
- La Esperanza
- Las Palmas
- Marianitas
- San José de Veracruz
- San Pablo de Talin
- Siguin
- Taculin
- Unión Nacional
- Ventanas

## Geschichte
Die Parroquia Veracruz wurde am 27. Juni 1950 gegründet (Registro Oficial N° 550). Der Name wurde zu Ehren der Republik Mexiko gewählt, da Mexiko im Konflikt mit Peru im Jahr 1941 Ecuador unterstützte.